# Хлевінський Валерій Михайлович
Валерій Михайлович Хлевінський (нар. 14 листопада 1943, Горький, Російська РФСР, СРСР — пом. 7 січня 2021, Москва, Росія) — радянський і російський актор театру і кіно, театральний педагог. Народний артист Російської Федерації (2002).

## Біографія
Народився 14 листопада 1943 року в Горькому (нині — Нижній Новгород) в сім'ї глухих батьків.
Брав участь у самодіяльності, відвідував драмгурток Володимирського гарнізонного Будинку офіцерів.
З першого разу до школи-студії МХАТ він не вступив, повернувся до Володимира і півтора сезону відпрацював у драматичному театрі ім. А. В. Луначарського.
Закінчив Школу-студію МХАТ в 1969 році (курс Василя Маркова) і був прийнятий в трупу театру «Современник», де грав у спектаклях «Пігмаліон» (Дулітл), «Три товариші» (Альфонс), «Крутий маршрут» (Царевський), «Мурлін Мурло» (Михайло), «Віндзорські насмішниці» (Містер Пейдж), «Аномалія» (Хребет).
У Театрі Табакова грав роль Калошина у виставі Олександра Марина «Провінційні анекдоти», а також купця Ахова в постановці Авангарда Леонтьєва «Не все коту масниця» за п'єсою Олександра Островського. У 2001 році був прийнятий в трупу МХТ ім. Чехова, де брав участь в спектаклях «Біла гвардія», «Кішки-мишки», «Нулі», «Остання жертва».
Викладав акторську майстерність в Школі-студії МХАТ. Був професором.
Помер 7 січня 2021 року в Москві на 78-му році життя. Прощання з актором відбулося 11 січня в МХТ ім. Чехова, відспівування пройшло в Храмі ікони Божої Матері «Знамення» у Переяславській слободі. Похований того ж дня на Троєкуровському кладовищі https://www.youtube.com/watch?v=gq-cBlmAZ1g .

## Родина
Валерій був одружений. Дружина Ольга, яку він прозвав Оленушка — домогосподарка. Вони виховали сина Михайла. Він також створив сім'ю, його дружину звуть Катерина.

## Визнання і нагороди
- Заслужений артист РРФСР (20 травня 1988)
- Народний артист Російської Федерації (13 березня 2002)

## Творчість

### Ролі в театрі
- 2003 — «Остання жертва» сценічна редакція Юрія Єрьоміна за виставою  Олександра Островського. Режисер: Юрій Єрьомін — Лавр Миронич Прибитков
- 2004 — «Біла гвардія» Михайла Булгакова. Режисер: Сергій Женовач — Гетьман Всія України
- 2004 — «Кішки-мишки» Іштвана Еркеня. Режисер: Юрий Ерёмин — Виктор Чермлени
- 2010 — «Обрыв» вистава Адольфа Шапіро по роману Гончарова. Режисер: Адольф Шапіро — Савелій
- 2010 — «Яйце» Феліс'єн Марсо. Режисер: Магомед Чегер — Доктор, мес'є Бертулле
- 2011 — «Шинель» за однойменною повістю  Миколи Гоголя. Режисер: Антон Коваленко — Григорій Петрович, Будочник
- 2012 — «Не все коту масляна» за однойменною п'єсою Олександра Островського. Режисер: Авангард Леонтьєв — Єрмил Зотич Ахов

### Фільмографія
| Рік  |   | Назва                                     | Роль                                                                      |    |
| ---- | - | ----------------------------------------- | ------------------------------------------------------------------------- | -- |
| 1971 | ф | Кінець Любавіних                          | Єгор                                                                      | ру |
| 1971 | ф | Співай пісню, поете...                    | паромник                                                                  | ру |
| 1972 | ф | Все королівське військо                   | Том Старк                                                                 | ру |
| 1972 | ф | Моє життя                                 | працівник Мойсей                                                          | ру |
| 1972 | ф | На дні                                    | Васька Попіл                                                              | ру |
| 1973 | ф | Велика перерва                            | Авдотьино                                                                 | ру |
| 1973 | ф | Мовчання доктора Івенса                   | Фазенда                                                                   | ру |
| 1973 | ф | Берега                                    | Гришка                                                                    | ру |
| 1973 | с | Вічний поклик                             | Антон Савельєв                                                            | ру |
| 1975 | ф | Ольга Сергіївна                           | епізод                                                                    | ру |
| 1975 | ф | Слідство ведуть ЗнаТоКі. Удар у відповідь | шофер Воронцова </ small> Валентин                                        | ру |
| 1975 | ф | Дванадцята ніч (телеспектакль)            | Антоніо, капітан корабля, один Себастьяна                                 | ру |
| 1976 | ф | Власна думка                              |                                                                           | ру |
| 1976 | ф | Ці неслухняні сини                        | ланковий Данило                                                           | ру |
| 1976 | ф | Просто Саша                               |                                                                           | ру |
| 1982 | ф | Поспішайте робити добро                   |                                                                           | ру |
| 1983 | ф | Пізня любов                               |                                                                           | ру |
| 1985 | ф | Валентин і Валентина                      | Володя                                                                    | ру |
| 1987 | ф | Вершники                                  |                                                                           | ру |
| 1989 | ф | Сувенір для прокурора                     | підполковник міліції Сергій Федорович                                     | ру |
| 1990 | ф | Таксі блюз                                | Коля                                                                      | ру |
| 1991 | ф | Кров за кров                              |                                                                           | ру |
| 1992 | ф | Давайте без фокусів!                      | Працівник виконкому                                                       | ру |
| 1993 | ф | Діти чавунних богів                       | родич Гната                                                               | ру |
| 2004 | ф | Червона площа                             | генерал Семен Кузьмич Вігун                                               | ру |
| 2005 | ф | МУР є МУР-2                               | генерал-майор Петро Петрович Єсін, начальник крайового управління міліції | ру |
| 2007 | ф | Гастролер                                 |                                                                           | ру |
| 2009 | ф | Скелет у шафі                             | Михайло Степанович                                                        | ру |